# Семполинский, Яцек
Яцек Семполинский (пол. Jacek Sempoliński; 27 марта 1927, Варшава, Польша — 30 августа 2012) — польский художник, иллюстратор, педагог, критик, эссеист. Колорист.

## Биография
Сын фотохудожника Леонарда Семполинского (1902—1988), действительного члена FIAP (с 1956). Юность Яцека пришлась на годы Второй мировой войны. В 1943—1944 годах учился в подпольной школе в Варшаве.
После окончания войны до 1956 года обучался живописи в Академии изящных искусств в Варшаве. С 1956 года работал преподавателем в своей альма-матер. Прошёл все ступени карьерного роста от доцента до профессора живописи.
Во времена военного положения в Польше (1981—1983) Яцек Семполинский был связан с движением независимой культуры.

## Творчество
Автор серии картин, связанных с темами религии, культуры, философии. Кроме живописи, занимался сценографией и фресками.
Представитель Колористики в современном польском искусстве. Известен не только как яркий художник, но и как писатель-искусствовед, эссеист. В 2002 году он опубликовал свою книгу по искусству «Władztwo i służba».

## Избранные работы
- Циклы картин
  - «Organy», «Viola da Gamba», «Kompozycja z trąbką» (1950-е гг.)
  - «Łysica», «Wiązy w Mąchocicach» (1960-е гг.)
  - «Światło i mrok», «Łąka — zachód słońca», «Studium przestrzeni», «Twarz», «Ukrzyżowanie», «Moc przeznaczenia Verdiego» (1970-е гг.)
  - «Czaszka» (1980-е гг.) .

В 2002 г. состоялась большая ретроспективная выставка художника под названием «A me stesso» («Себе самому») в Национальной галерее искусств в Варшаве.

## Награды
- В 2012 году художник был награждён золотой Медалью «За заслуги в культуре Gloria Artis» Министерства культуры и национального наследия Польши.
- 1977 — премия им. Яна Цыбиса,
- 2004 — премия им. Казимежа Островского.

Похоронен на варшавском кладбище Старые Повонзки.